# Binarville

Binarville este o comună în departamentul Marne, Franța. În 2009 avea o populație de 107 de locuitori.